# Mangonia Park
Mangonia Park es un pueblo ubicado en el condado de Palm Beach en el estado estadounidense de Florida. En el Censo de 2010 tenía una población de 1.888 habitantes y una densidad poblacional de 981,1 personas por km².

## Geografía
Mangonia Park se encuentra ubicado en las coordenadas 26°45′31″N 80°4′34″O / 26.75861, -80.07611. Según la Oficina del Censo de los Estados Unidos, Mangonia Park tiene una superficie total de 1.92 km², de la cual 1.92 km² corresponden a tierra firme y (0%) 0 km² es agua.

## Demografía
Según el censo de 2010, había 1.888 personas residiendo en Mangonia Park. La densidad de población era de 981,1 hab./km². De los 1.888 habitantes, Mangonia Park estaba compuesto por el 9.53% blancos, el 83.05% eran afroamericanos, el 0.58% eran amerindios, el 0.21% eran asiáticos, el 0.05% eran isleños del Pacífico, el 3.18% eran de otras razas y el 3.39% pertenecían a dos o más razas. Del total de la población el 9.22% eran hispanos o latinos de cualquier raza.